# Aganippe bancrofti
Aganippe bancrofti là một loài nhện trong họ Idiopidae.
Loài này thuộc chi Aganippe. Aganippe bancrofti được William Joseph Rainbow miêu tả năm 1914.